# Eusattodera luteicollis
Eusattodera luteicollis är en skalbaggsart som först beskrevs av J. L. Leconte 1868.  Eusattodera luteicollis ingår i släktet Eusattodera och familjen bladbaggar. Inga underarter finns listade i Catalogue of Life.